# Kaphtor
Kaphtor (ugaritisch kptr, kptrw; altbabylonisch kaptara; altägyptisch Keft, Keftu, Keftiu, hebräisch כַּפְתֹּֽור) ist die alttestamentliche Bezeichnung der Region Kreta. Im 13. Jahrhundert v. Chr. übertrugen die Ägypter die geographische Bezeichnung nur noch auf die Levante. Eine ähnliche Entwicklung der Verortung ist in den Schriften des Alten Testaments auffällig. In der Septuaginta wird Kaphtor später dagegen in der Region Kappadokien angesiedelt.

## Mythologische Verbindungen

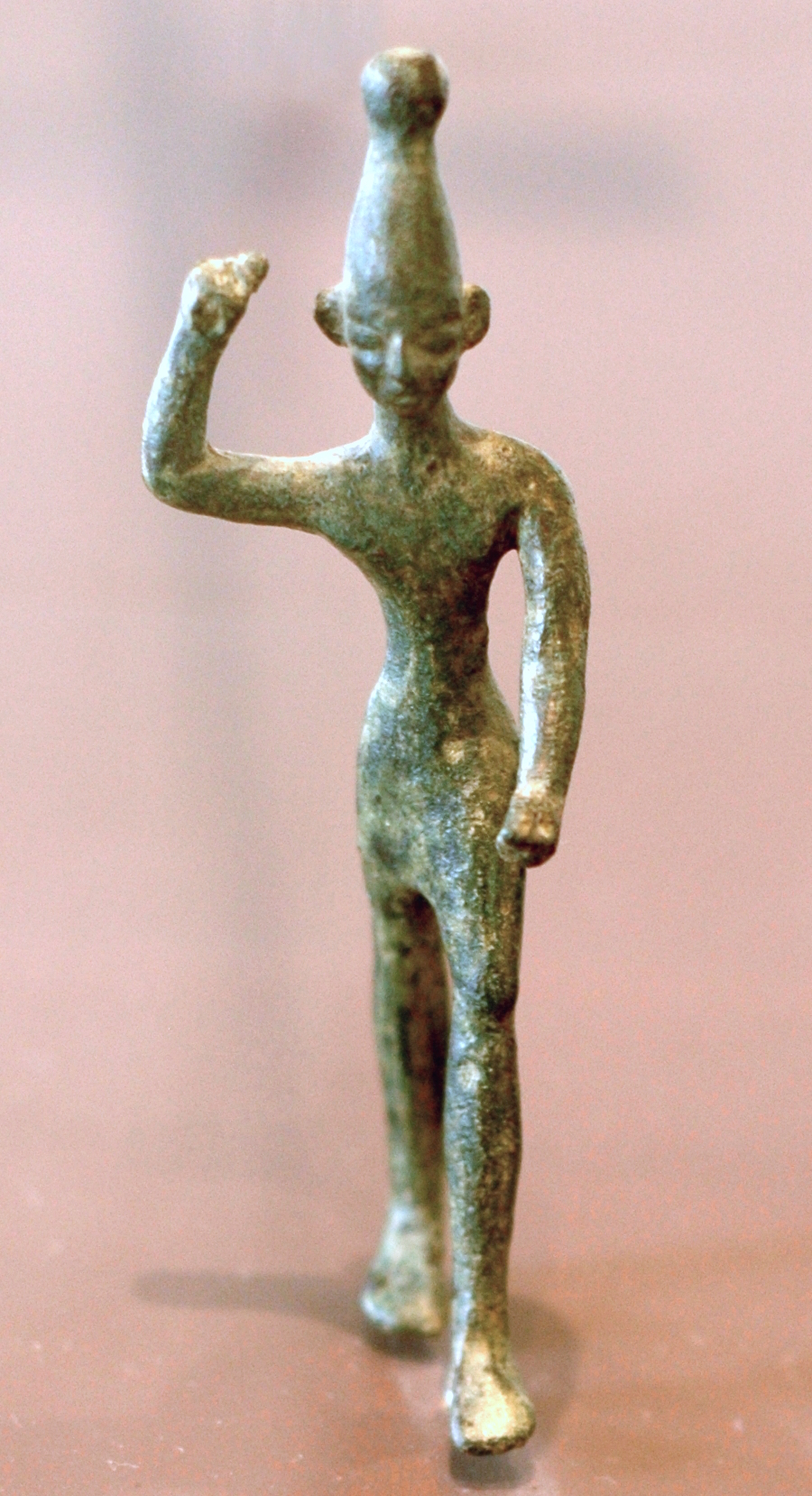
Ugaritische Bronze-Statue des Baal, gefunden in Ras Schamra

In Texten aus Ugarit wird im Zusammenhang der göttlichen Thronübernahme durch Baal das altägyptische Memphis als „Erbland von Kaphtor (kptr)“ erwähnt. Baal besaß im ugaritischen Pantheon vor seinem Aufstieg noch keinen eigenen Palast, weshalb für den Palastbau die Zustimmung des Himmelsgottes Els notwendig war, die Anat, „Schwester des Baal“, bewirken konnte. Den göttlichen Auftrag, Koṯar-Ḫasis („Künstler und Allwissender“) als Baumeister für den Neubau gewinnen zu können, erhielt Athirats Botengott Qidschu-Amrur. Gleichzeitig geht aus der geografischen Beschreibung die Lage Kaphtors hervor:

„[Tr]age [meine Botschaft in] deinem Kopf, [meine Worte] ‚zwischen deinen Augen‘, [Und überquere] tausend [Längen im] Meer zehntausend [Län]gen in den beiden Strömen (= poetisch für ‚Meer‘). [Setze über] Berge, setze über Hügel, setze über die Inseln am Horizont des Himmels (iht mp šmm). Fahre dahin, oh Fischer der Aṯirat, komme an, oh Qidšu-Amrur (= der Botengott der Aṯirat)! Dann wende dich doch nach dem göttlichen Memphis (ḥ{q}kpt) in seiner Gesamtheit, nach Kaphtor (kptr), seinem Thronsitz, nach Memphis (ḥkpt), seinem Erbland! Über tausend Längen, zehntausend Längen hin – zu den Füßen des Koṯar verneige dich (dann) und fall nieder, wirf dich zu Boden und ehre ihn! Und sprich zu Koṯar-Ḫasis, wiederhole dem Künstler mit den werkenden Händen: ‚Eine Botschaft meiner Herri[n Dame Aṯiratu:]‘“

In der Region Memphis stand das Hauptheiligtum des Handwerkergottes Ptah. Memphis fungierte zugleich als Sitz des „altägyptischen Hephaistos“. Kaphtor als Sitz des Koṯar-Ḫasis lag bei den „Inseln (der Ägäis) am Horizont des Himmels“. Zypern, früher teilweise als Kaphtor vermutet, kommt bezüglich der ugaritischen Verortung Kaphtors ebenso wenig in Frage wie das Nildelta, da aus den sonstigen ugaritischen Quellen detaillierte Regionsbeschreibungen vorliegen. Die Bemerkungen „Erbland Memphis“ und „Memphis in seiner Gesamtheit“ verweisen auf die göttlichen Beziehungen des „Baumeisters Koṯar-Ḫasis“, der auf Kreta beheimatet war und gemeinsam mit „seinem Erben“ Ptah hinsichtlich handwerklicher Tätigkeiten verehrt wurde.

## Biblische Erwähnungen
Nach Am 9,7  und Jer 47,4  das Ursprungsland der Philister. Itamar Singer nimmt an, dass diese Information ursprünglich von den Philistern selbst stammt. Weitere Erwähnungen in der hebräischen Bibel sind Gen 10,14 , Dtn 2,23 .